# Guardia Republicana de la República Centroafricana
La Guardia Republicana (en francés: Garde Républicaine) también llamada Guardia Presidencial (en francés: Garde présidentielle) es nominalmente parte de las Fuerzas Armadas de la República Centroafricana, pero está directamente subordinada al Presidente de la República Centroafricana, a quien proporciona seguridad.

## Historia
Durante el liderazgo del presidente François Bozizé, la guardia estaba compuesta en gran parte por miembros de su misma tribu y patriotas que lo ayudaron a tomar el poder durante el golpe de Estado de 2003 en la República Centroafricana, se estima que la guardia nacional estaba por unos 800 hombres. Se les ha acusado de numerosos atentados contra la población civil, como terrorismo, agresión, violencia sexual. Desde el estallido de la guerra civil y la violencia étnica en 2012 con el derrocamiento de Bozizé, muchos miembros de la guardia se han unido a la coalición Seleka. Desde 2008, habían recibido entrenamiento por parte de tropas sudafricanas y sudanesas, con apoyo de Bélgica y Alemania, aunque desde entonces el liderazgo ha sido cauteloso a la hora de reformar significativamente la guardia nacional.
Desde la guerra civil, el presidente del consejo de transición Michel Djotodia intentó reformar la guardia presidencial, que estaba integrada por milicianos.  En 2018, instructores militares chinos brindaron capacitación a la guardia presidencial y otras a fuerzas de seguridad nacional.

## Seguridad nacional
La Primera ministra Catherine Samba-Panza tenía guardias de seguridad extranjeros procedentes de Ruanda. El presidente Faustin-Archange Touadéra también era protegido por las tropas ruandesas, algunas fuentes sugieren sin embargo, que todavía existe una Guardia Presidencial Centroafricana, y que esta ha sido entrenada por comandos ruandeses. En mayo de 2019, una unidad de la guardia presidencial fue puesta en servicio, después de haber sido entrenada por instructores militares rusos, este era un grupo especial de agentes encargado de la protección del presidente, esta unidad sirve como la principal unidad SOF de la Guardia Republicana y ha sido entrenada por los contratistas de defensa rusos del Grupo Wagner.